# Valérie Schafer
Pour les articles homonymes, voir Schafer.
Valérie Schafer, née le 14 décembre 1976, est une historienne française. Après avoir été chargée de recherche au CNRS, elle est depuis 2018 professeure d'histoire européenne contemporaine à l'université du Luxembourg.

## Biographie
Elle est agrégée d'histoire en 2002, puis soutient une thèse de doctorat d'histoire contemporaine intitulée Des réseaux et des hommes. Les réseaux à commutation de paquets, un enjeu pour le monde des télécommunications et de l’informatique françaises (des années 1960 au début des années 1980) à l'université Paris-Sorbonne, sous la direction de Pascal Griset en 2007. En 2010, elle devient chargée de recherche à l'Institut des sciences de la communication du CNRS (ISCC), où elle est responsable du pôle de recherche « Trajectoire du numérique ». Elle soutient en 2015 une habilitation à diriger des recherches intitulée Une histoire de convergence. Les technologies de l’information et de la communication depuis les années 1950 (composé en particulier d'un manuscrit original : En construction. Une histoire française du web des années 1990).

### Activités de recherche et éditoriales
Ses premières recherches concernent la télématique française dans les années 1970,, et les modèles qui ont précédé internet, notamment les projets français, tels le Minitel, le projet Cyclades, conçu en 1971 par Louis Pouzin et l'IRIA, mais abandonné dès 1978, le réseau Arpanet américain, et Transpac. Ses publications concernent également l'histoire des jeux vidéo, l'histoire d'internet à laquelle elle consacre un ouvrage co-écrit avec Bernard Tuy, Dans les coulisses d'internet, et plusieurs articles, sur l'« invention » d'internet  et une étude sur le Mundaneum de Paul Otlet envisagé comme précurseur d'internet, qu'elle envisage comme un ancêtre des réseaux. Elle s'intéresse également aux cybercafés, considérés comme des espaces d'apprentissage et de socialisation, aux rapports qu’entretiennent le sexuel et la communication et à la neutralité d'internet. Elle est co-auteure, avec Pascal Griset, de l'article « Internet » de la Berkshire Encyclopedia of World History. Elle s'intéresse aux questions de conservation et de mise en patrimoine du numérique,, et elle est porteuse du projet ASAP (Archives sauvegarde attentats Paris) qui, en partenariat avec la BNF et l'INA, réfléchit à la conservation des archives constituées après les attentats de 2015 à Paris.

### Responsabilités institutionnelles
Elle fonde en 2008, avec Léonard Laborie et Yves Bouvier, un groupe de recherche en Histoire de l’innovation et des technologies de l’information (Hiti). 
Elle est membre du comité de rédaction de la revue scientifique Internet Histories. Digital Technology, Culture and Society.

## Publications

### Ouvrages
- Avec Hervé Le Crosnier, La Neutralité de l'internet : un enjeu de communication, Paris, CNRS Éditions, coll. « Les Essentiels d'Hermès », 2011, 167 p. (ISBN 978-2-271-07265-8).
- La France en réseaux : la rencontre des télécommunications et de l'informatique, 1960-1980  (préf. Pascal Griset), t. I, Paris, Club informatique des grandes entreprises françaises-Nuvis, coll. « Économie et prospective numériques », 2012, 380 p. (ISBN 978-2-36367-012-0).
- Avec Benjamin Thierry (postface Dominique Wolton), Le Minitel : l'enfance numérique de la France, Paris, Nuvis, 2012, 230 p. (ISBN 978-2-36367-014-4).
- Avec Bernard Tuy (préf. Pascal Griset, postface Patrick Donath), Dans les coulisses de l'internet : RENATER, 20 ans de technologie, d'enseignement et de recherche, Paris-Meudon, Armand Colin-Comité pour l'histoire du CNRS, coll. « Le Sens de la recherche », 2013, 239 + VIII (ISBN 978-2-200-28549-4).
- Dir., Information et communication scientifiques à l'heure du numérique, Paris, CNRS Éditions, coll. « Les Essentiels d'Hermès », 2014, 215 p. (ISBN 978-2-271-08072-1).
- Dir. avec Benjamin G. Thierry (dir.), Connecting Women. Women, Gender and ICT in Europe in the Nineteeth and Twentieth Century, Springer, 2015.
- Dir. avec Lionel Barbe et Louise Merzeau, Wikipédia, objet scientifique non identifié, Paris, Presses universitaires de Paris-Ouest, coll. « Intelligences numériques », 2015, 213 p. (ISBN 978-2-84016-205-6, lire en ligne).
- (co-éd.) Histoires de l’Internet et du Web, avec Alexandre Serres, Living Books about History  (ISBN 978-3-906817-10-1) accès libre DOI  10.13098/infoclio.ch-lb-0006 (introduction en PDF ici)

### Articles
- Steve Jobs, Dennis Ritchie et John McCarthy. De l’idée au marché : inventions et innovations dans l’informatique, avec Hervé Le Crosnier, Hermès, no 62, 2012, p. 179-183 [lire en ligne].
- (en) Net Neutrality as an Internet Governance Issue: The Globalization of an American-Born Debate, avec Francesca Musiani & Hervé Le Crosnier, Revue française d’études américaines, 2012/4, n°134, p.47-63 [lire en ligne].
- avec Pascal Griset, « Make the pig fly ! » : l'Inria, ses chercheurs et Internet des années 1970 aux années 1990, Le Temps des Médias, 2012/1 (n° 18), p 41-52
- Qui a inventé Internet ? Une vraie « fausse question », avec Benjamin G. Thierry, Le Temps des Médias, 2013/1 (n° 20), p.223-235 [lire en ligne].
- « Entretien autour des réseaux véhiculaires intelligents avec Gérard Le Lann, Flux, 2013/1 (n° 91), p. 66-71.
- « The “Web of pros” in the 1990s: The professional acclimation of the World Wide Web in France », avec Benjamin G. Thierry, New Media & Society, 27 avril 2016, DOI 10.1177/1461444816643792
- Le patrimoine numérique, entre enjeux matériels et immatériels, Interstices, 2017 [lire en ligne]

### Documents sonores
- Digitalk, Wikipédia objet scientifique non identifié, avec Alexandre Hocquet, Alexandre Moatti et Lionel Barbe, entretien réalisé par Pierre-Louis Rolle, Radio Agora Nanterre, 10 avril 2015, 1h01 .
- Wikipédia, la célèbre encyclopédie, Wikipédia objet scientifique non identifié, avec Lionel Barbe, Midi-magazine, par Claudine Castelnau, Fréquence protestante, 50 min, 4 juin 2015.

## Distinction
- 2016 : prix de la recherche Inatheque[6],[26]